# Xanthoparmelia australiensis
Xanthoparmelia australiensis är en lavart som först beskrevs av James Mascall Morrison Crombie och som fick sitt nu gällande namn av Mason Ellsworth Hale. 
Xanthoparmelia australiensis ingår i släktet Xanthoparmelia och familjen Parmeliaceae. Inga underarter finns listade i Catalogue of Life.